# Radio Veronica (kabel)
Radio Veronica is een radiozender van de Vereniging Veronica die tussen 2002 en 2003 uitsluitend via de kabelfrequenties te beluisteren was. Het station had een format met vooral hitmuziek en had later enkele gepresenteerde programma’s.

## De gebeurtenissen met betrekking tot de HMG
De Vereniging Veronica besloot eind 1999 om uit de Holland Media Groep (HMG, nu RTL Nederland) te stappen. Begin 2000 werd dit een feit. Voordat de Vereniging uit de HMG stapte, werd er de afspraak gemaakt dat de HMG tot uiterlijk 1 september 2001 de naam Veronica mocht gebruiken voor haar activiteiten. Na deze datum ging de naam weer terug naar de Vereniging Veronica. Hierdoor moest de Vereniging Veronica verplicht wachten tot deze datum om weer een activiteit te gaan beginnen met deze merknaam.
Echter wilde de HMG de naam Veronica vroegtijdig wijzigen, namelijk in de naam "ME". Achteraf mocht de naam "ME" niet gekozen worden, want deze leek te veel op de naam van het kledingmerk WE. Om deze reden moest er een andere naam bedacht worden. Deze naam werd uiteindelijk Yorin. De radiozender werd Yorin FM genoemd. Deze omzetting vond op 2 april 2001 plaats.

## De opzet van het radiostation Radio Veronica
Toen de HMG in april 2001 de merknaam Veronica had veranderd, was de naam Veronica een lange tijd nergens meer te bekennen.
Doordat de Vereniging Veronica de merknaam in september 2001 weer mocht gaan gebruiken voor al haar activiteiten, werd er gedacht om weer een radiostation op te gaan zetten met veel hitmuziek. De naam van dit radiostation werd Radio Veronica. Na vele voorbereidingen kon dit radiostation op 1 april 2002 om 18:00 uur gestart worden.
Dit radiostation was echter alleen via de kabelfrequenties te beluisteren en in het begin zonder gepresenteerde programma’s.
Na ongeveer een maand non-stop muziek gedraaid te hebben, werd er bekend dat Michiel Veenstra op 24 mei 2002 ging beginnen met gepresenteerde uitzendingen op de vrijdagavonden tussen 20:00 en 22:00. Vanaf 3 juni 2002 maakte hij iedere dag een programma voor de zender. Verder waren er geen andere dagelijkse gepresenteerde programma’s.
Na een periode van bijna 1 jaar en 5 maanden op de kabel gezeten te hebben, overwoog de Vereniging de stekker uit Radio Veronica te trekken, tenzij zij een strategische partner vond voor haar activiteiten. Ook liet de vereniging weten dat het niet ging meebieden op de etherfrequentieverdeling van de Zerobase frequenties voor haar radiostations Radio Veronica en Kink FM.
Hierdoor was Radio Veronica bijna aan de rand van de afgrond, totdat er in juni 2003 bekend werd dat er een samenwerking was ontstaan tussen de Vereniging Veronica en Sky Radio.
Sky Radio had namelijk het kavel A02 verkregen en hierdoor ontstond er ruimte voor een nieuw gouwe ouwe radiostation in de ether op FM. Radio 103 De Gouwe Ouwe Zender werd gestart en Sky Radio liet weten dat zij op de etherfrequenties van Radio 103 De Gouwe Ouwe Zender, Radio Veronica wilde laten uitzenden. Toen de samenwerking een feit was werd Radio 103 De Gouwe Ouwe Zender op 31 augustus 2003 samengevoegd met Radio Veronica en ontstond de huidige zender Radio Veronica.